# Elvir Rahimić
Elvir Rahimić (* 4. April 1976 in Živinice, SR Bosnien und Herzegowina, SFR Jugoslawien) ist ein ehemaliger bosnisch-herzegowinischer Fußballspieler. 
Er spielte in der Jugend in Bosnien bei FK Živinice, wo er von seinem Vater trainiert wurde. Schnell erkannte man sein Talent und er wechselte zum NK Bosna Visoko. Nach nur einem Jahr wechselte er zu Anschi Machatschkala nach Russland. Dort spielte er drei Jahre und wechselte dann im Jahr 2002 zum russischen Armeeklub ZSKA Moskau, wo er mehrere russische Meisterschaften und Pokalsiege errang.
Elvir Rahimić spielt mit sehr viel Körpereinsatz. Im  Channel One Cups fügte er im Januar 2007 beim Spiel gegen Hapoel Tel Aviv seinem chilenischen Gegenspieler Manuel Neira bereits in der dritten Spielminute einen doppelten Bruch am Sprunggelenk zu. In seiner gesamten Karriere als Aktiver bekam er bisher 72 gelbe Karten, aber nur eine rote (Stand: März 2008). Deshalb trägt er bei den Fans auch den Namen „Schelesny“ (russisch für: der Eiserne).
Am 2. Juni 2007 spielte Elvir Rahimić das erste Mal für sein Heimatland Bosnien-Herzegowina. Im EM-Qualifikationsspiel gegen die Türkei (3:2) besiegte Bosnien im emotionsgeladenen Duell den Favoriten und Rahimić zählte zu den wichtigsten Leistungsträgern in dieser Partie.